# Römersberg (Bayreuth)
Römersberg ist Gemeindeteil der kreisfreien Stadt Bayreuth im bayerischen Regierungsbezirk Oberfranken. Römersberg liegt in der Gemarkung Thiergarten.

## Geografie
Die Einöde liegt am Nordwestfuß des gleichnamigen Bergs am Rand des Höhenwaldes zu tieferen Wiesenflächen im Westen. Ein kurzer Anliegerweg führt westwärts zur Gemeindeverbindungsstraße Unterschreezer Straße, die von Thiergarten (0,4 km nördlich) nach Krodelsberg führt (0,6 km südlich).

## Geschichte
Römersberg wurde in der ersten Hälfte des 19. Jahrhunderts auf dem Gemeindegebiet von Thiergarten gegründet. Der Ort ist nach einer Familie Römer benannt. Am 1. Juli 1976 wurde Römersberg im Zuge der Gebietsreform in Bayern nach Bayreuth eingemeindet.

## Einwohnerentwicklung
| Jahr      | 001861 | 001871 | 001885 | 001900 | 001925 | 001950 | 001961 | 001970 | 001987 |
| Einwohner | 7      | 8      | 5      | 5      | 5      | 4      | 5      | 6      | 8      |
| Häuser    |        |        | 1      | 1      | 1      | 1      | 1      |        | 1      |
| Quelle    | [ 9 ]  | [ 10 ] | [ 11 ] | [ 12 ] | [ 13 ] | [ 14 ] | [ 15 ] | [ 16 ] | [ 1 ]  |

## Religion
Römersberg ist evangelisch-lutherisch geprägt und nach St. Marien (Gesees) gepfarrt.